# Triângulo da Tristeza
Triangle of Sadness (bra/prt: Triângulo da Tristeza e em francês: Sans Filtre) é um longa metragem sueco, co-produzido com Alemanha, França, Reino Unido lançado em 2022 de temática satírica e de humor ácido escrito por Ruben Östlund, seu primeiro filme inteiramente em língua inglesa. O filme é estrelado por Harris Dickinson, Charlbi Dean, Dolly de Leon, Zlatko Burić, Henrik Dorsin, Vicki Berlin e Woody Harrelson. Este foi o último filme de Charlbi Dean, a jovem atriz de 32 anos faleceu inesperadamente em agosto de 2022 após uma sépis bacteriana provocada por um traumatismo no torso, após um acidente de viação em 2009, ela havia sido forçada a retirar o baço, a sépsis, portanto, teve origem em uma complicação da asplenia.
O longa estreou no Festival de Cannes de 2022 em 21 de Maio, recebendo aplausos de pé por oito minutos além de ser o vencedor do principal prêmio do festival, o Palme d'or ou Palma de Ouro. Seu primeiro lançamento ocorreu na França em 28 de Setembro, nos Estados Unidos e Suécia em 7 de Outubro, na Alemanha e Reino Unido em 28 de Outubro, e por fim, a data de estreia prevista ao Brasil é 2 de Março de 2023. Recebendo críticas normalmente positivas, o filme também venceu quatro prêmios no Prêmio do Cinema Europeu, incluindo Melhor Filme, além de indicações tanto de Melhor Filme de Comédia ou Musical no Globo de Ouro quanto de Melhor Filme de Comédia no Critics' Choice, ambos de 2023.

## Elenco
- Harris Dickinson como Carl
- Charlbi Dean como Yaya
- Woody Harrelson como Thomas Smith, o capitão
- Dolly de Leon como Abigail
- Zlatko Burić como Dimitry
- Iris Berben como Therese
- Vicki Berlin como Paula
- Henrik Dorsin como Jarmo
- Jean-Christophe Folly como Nelson
- Amanda Walker como Clementine
- Oliver Ford Davies como Winston

## Produção
Triangle of Sadness foi anunciado pelo diretor Ruben Östlund em junho de 2017, após seu filme, The Square ter vencido o Palmo de Ouro no 70º Festival de Cinema de Cannes no mês anterior. Ele disse que o filme se chamaria Triangle of Sadness, e seria: uma sátira "selvagem" contra o mundo da moda e os super-ricos, com "aparência como capital" e "beleza como moeda" como temas subjacentes. O título em inglês refere-se a um termo usado por cirurgiões plásticos para a ruga de preocupação que se forma entre as sobrancelhas, que pode ser corrigida com botox em 15 minutos.
A pesquisa para algumas partes do roteiro ocorreu em maio de 2018. A formação do elenco ocorreu de agosto a novembro de 2018 em Berlim, Paris, Londres, Nova York, Los Angeles e Gotemburgo, continuando em Moscou em março de 2019. A prospecção de locações começou em janeiro de 2019 e durou intermitentemente até outubro de 2019. Östlund ajustou os últimos detalhes da pré-produção de novembro de 2019 até a primeira quinzena de fevereiro de 2020.
Em fevereiro de 2020, foi relatado que Triangle of Sadness começaria a ser filmado em 19 de fevereiro na Suécia e Grécia, com um planejamento de 70 dias, e que o elenco incluiria Harris Dickinson, Charlbi Dean e Woody Harrelson. Cerca de 120 atores foram considerados ao papel que Dickinson conseguiu. Em 26 de março, a produção foi suspensa devido à pandemia de COVID-19, com cerca de 37% das filmagens concluídas. A montagem começou durante o primeiro lockdown do COVID-19 em 2020. A produção foi retomada em 27 de junho na Suécia, permitindo que Harrelson terminasse suas cenas, mas foi interrompida novamente em 3 de julho.
A produção foi retomada em 18 de setembro na Paralia Chiliadou, Eubéia, Grécia, nos últimos 38 dias. As filmagens terminaram em 13 de novembro de 2020, incluindo uma sequência de 73 dias. Östlund mencionou que fora realizados 1.061 testes COVID-19 durante as filmagens e todos deram negativo. As filmagens também ocorreram em outras ilhas gregas, nos palcos do Film i Väst em Trollhättan, Suécia, e no Mar Mediterrâneo no Christina O, iate anteriormente pertencente a Aristóteles Onassis e Jackie Kennedy. A pós-produção durou 22 meses. De acordo com os atores, Östlund filmou até 23 tomadas para cada cena.

## Lançamento
Triangle of Sadness estreou no Festival de Cinema de Cannes em 21 de maio de 2022, vencendo em 28 de maio a Palma de Ouro. Fez parte da seleção oficial do Festival Internacional de Cinema de Toronto de 2022 onde teve sua estreia na América do Norte em 8 de setembro, e no Festival de Cinema de Nova York de 2022 (1º de outubro).
A Neon adquiriu os direitos de distribuição na América do Norte por US$ 8 milhões, vencendo uma guerra de lances com A24, Searchlight Pictures/Hulu, Focus Features e Sony Pictures Classics. O filme estreou na França em 28 de setembro de 2022, nos Estados Unidos e na Suécia em 7 de outubro, na Alemanha em 13 de outubro e no Reino Unido em 28 de outubro. No Brasil, planeja-se a estreia para o dia 2 de Março de 2023.

## Recepção

### Bilheteria
Em 29 de novembro de 2022, Triangle of Sadness arrecadou US$4 milhões nos Estados Unidos e Canadá e US$11,3 milhões em outros territórios, totalizando um bruto mundial de US$15,3 milhões.
Nos Estados Unidos, Triangle of Sadness estreou em 10 locais em Los Angeles, Nova York e San Francisco com estreia de US$210.074, para uma média por cinema de US$21.007. Em seu segundo fim de semana, arrecadou US$ 657.051 em 31 cinemas.Em seu terceiro fim de semana, arrecadou US$600.000 em 280 cinemas, terminando em décimo na bilheteria. Em seu quarto fim de semana, arrecadou $ 548.999 em 610.

### Resposta da Crítica
No site agregador de críticas Rotten Tomatoes, 70% das 211 críticas dos críticos são positivas, com uma classificação média de 7,2/10. O consenso do site diz: "Triangle of Sadness carece das arestas dos trabalhos anteriores de Östlund, mas esse golpe de humor ácido, obscenamente rico tem suas próprias recompensas". O Metacritic, que utiliza uma média ponderada, atribuiu ao filme uma pontuação de 63 em 100, com base em 47 críticos, indicando "críticas geralmente favoráveis".

## Prêmios e indicações
| Prêmio                                            | Data da Cerimônia       | Categoria                                           | Indicados           | Resultado | Ref.   |
| ------------------------------------------------- | ----------------------- | --------------------------------------------------- | ------------------- | --------- | ------ |
| Cannes Film Festival                              | 28 de maio de 2022      | Palme d'Or                                          | Ruben Östlund       | Venceu    | [ 29 ] |
| Cannes Film Festival                              | 28 de maio de 2022      | AFCAE Art House Cinema Award                        | Ruben Östlund       | Venceu    | [ 30 ] |
| European Film Awards                              | 10 de dezembro de 2022  | Melhor Filme                                        | Triangle of Sadness | Venceu    | [ 31 ] |
| European Film Awards                              | 10 de dezembro de 2022  | Melhor Diretor                                      | Ruben Östlund       | Venceu    | [ 31 ] |
| European Film Awards                              | 10 de dezembro de 2022  | Melhor Roteirista                                   | Ruben Östlund       | Venceu    | [ 31 ] |
| European Film Awards                              | 10 de dezembro de 2022  | Melhor Ator                                         | Zlatko Burić        | Venceu    | [ 31 ] |
| European Film Awards                              | 10 de dezembro de 2022  | Prêmio de Cinema Universitário Europeu              | Triangle of Sadness | Indicado  | [ 32 ] |
| Los Angeles Film Critics Association              | 11 de dezembro de 2022  | Melhor Performance Coadjuvante                      | Dolly de Leon       | Venceu    | [ 33 ] |
| Greater Western New York Film Critics Association | 30 de dezembro de 2022  | Melhor Atriz Coadjuvante                            | Dolly de Leon       | Pendente  | [ 34 ] |
| Golden Globe Awards                               | 10 de janeiro de 2023   | Melhor Filme - Comédia ou Musical                   | Triangle of Sadness | Pendente  | [ 35 ] |
| Golden Globe Awards                               | 10 de janeiro de 2023   | Globo de Ouro de melhor atriz coadjuvante em cinema | Dolly de Leon       | Pendente  | [ 35 ] |
| Critics' Choice Movie Awards                      | 15 de janeiro de 2023   | Melhor Comédia                                      | Triangle of Sadness | Pendente  | [ 36 ] |
| London Film Critics' Circle                       | 5 de fevereiro de 2023  | Atriz Coadjuvante do Ano                            | Dolly de Leon       | Pendente  | [ 37 ] |
| London Film Critics' Circle                       | 5 de fevereiro de 2023  | Ator Britânico/Irlandês do Ano                      | Harris Dickinson    | Pendente  | [ 37 ] |
| Satellite Awards                                  | 11 de fevereiro de 2023 | Melhor Filme - Comédia ou Musical                   | Triangle of Sadness | Pendente  | [ 38 ] |
| Satellite Awards                                  | 11 de fevereiro de 2023 | Melhor Atriz Coadjuvante                            | Dolly de Leon       | Pendente  | [ 38 ] |
| Satellite Awards                                  | 11 de fevereiro de 2023 | Melhor Roteiro Original                             | Ruben Östlund       | Pendente  | [ 38 ] |
| British Academy of Film and Television Arts       | 19 de fevereiro de 2023 | Melhor Atriz Coadjuvante                            | Dolly de Leon       | Indicado  | [ 39 ] |
| British Academy of Film and Television Arts       | 19 de fevereiro de 2023 | Melhor Roteiro Original                             | Ruben Östlund       | Indicado  | [ 39 ] |
| British Academy of Film and Television Arts       | 19 de fevereiro de 2023 | Melhor Escolha de Elenco                            | Pauline Hansson     | Indicado  | [ 39 ] |
| Hollywood Critics Association Awards              | 24 de fevereiro de 2023 | Melhor Comédia                                      | Triangle of Sadness | Pendente  | [ 40 ] |
| AACTA International Awards                        | 24 de fevereiro de 2023 | Melhor Ator Coadjuvante                             | Woody Harrelson     | Pendente  | [ 41 ] |
| AACTA International Awards                        | 24 de fevereiro de 2023 | Melhor Roteiro                                      | Ruben Östlund       | Pendente  | [ 41 ] |
| Alliance of Women Film Journalists                | TBD                     | Melhor Elenco - Diretor de Elenco                   | Pauline Hansson     | Pendente  | [ 42 ] |

## Ligações Externas
- Triangle of Sadness no Festival de Cannes
- Triangle of Sadness no TIFF
- Triangle of Sadness no NYFF
- Triângulo da Tristeza. no IMDb.
- Triangle of Sadness no Swedish Film Institute Database